# Pont de Bois
Pont de Bois is een wijk in de Franse gemeente Villeneuve-d'Ascq in het Noorderdepartement. De wijk ligt in het westen van de gemeente, tegen de grens met Hellemmes-Lille in de Rijselse agglomeratie.

## Geschiedenis

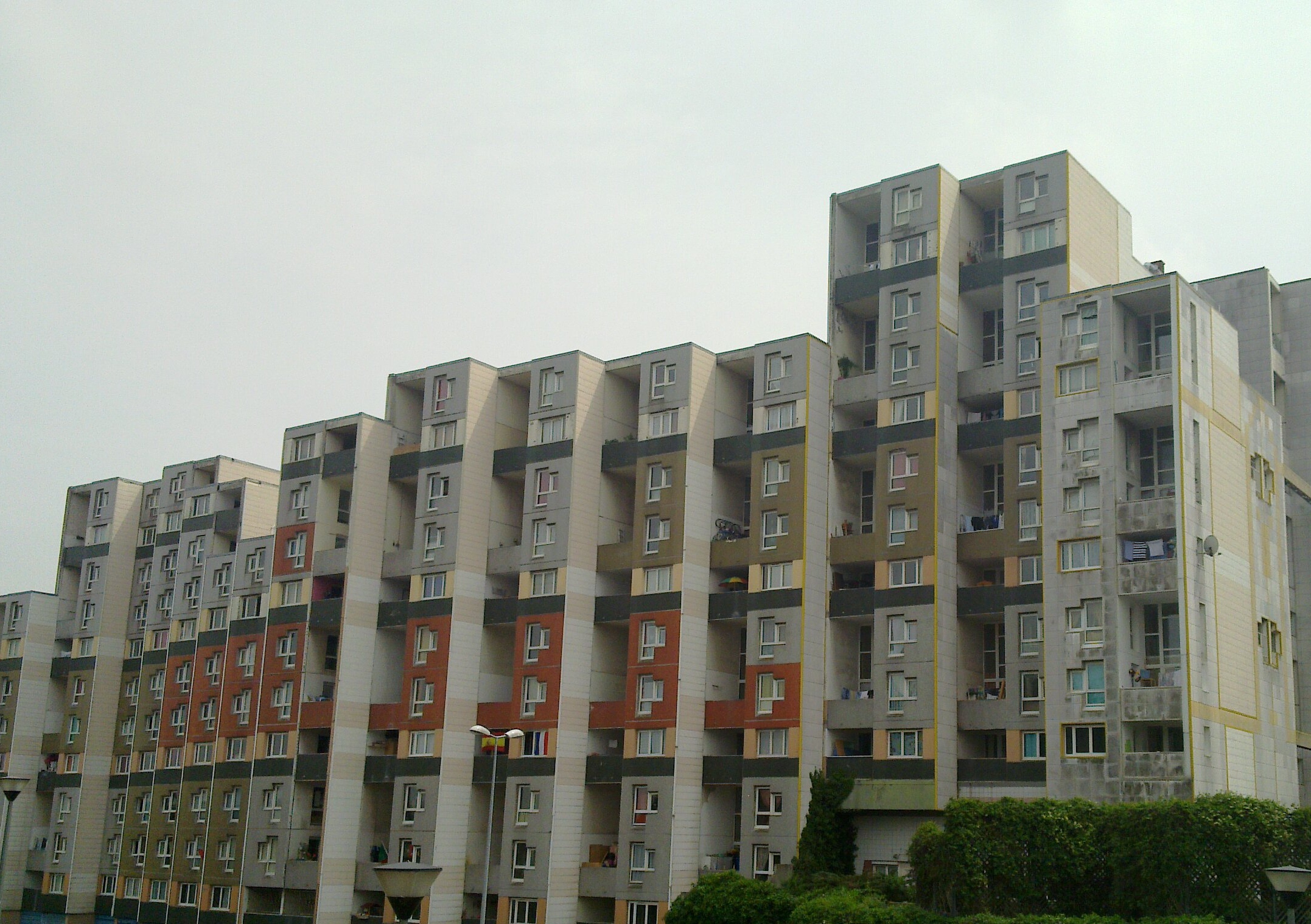
Sociale appartementen in Pont de Bois

De wijk ligt ten noorden van de oude weg tussen Rijsel en Doornik. Het was vroeger een landelijk gebied, op 19de-eeuwse kadasterplans al aangeduid als le Pont de Bois. Het behoorde tot de gemeente Annappes, die in 1970 een deel werd van de nieuwe stad en gemeente Villeneuve-d'Ascq.
In 1966 werd beslist om in dit gebied de Université Lille III te vestigen, een universiteitscampus ontstaan uit de opdeling van de Universiteit van Rijsel in drie autonome eenheden. In 1974 verliet de faculteit letteren en menswetenschappen Rijsel om zijn intrek te nemen in Pont de Bois. In de loop van de jaren 70 werd de wijk verder uitgebouwd en openden hier nog verschillende onderwijsinstellingen. Voor de wijk werd een internationale architectuurwedstrijd uitgeschreven, gewonnen door Joegoslavische architect Alexis Josic, die hier 1200 sociale woningen ontwierp. De bouw van de wijk werd voltooid in 1980.

## Bezienswaardigheden
- In het park midden op de universiteitscampus bevindt zich een metalen kunstwerk van Berto Lardera, La Tour de Rêves.

## Verkeer en vervoer
In de wijk bevindt zich het metrostation Pont de Bois op lijn 1 van de metro van Rijsel. Langs de spoorlijn Fives - Baisieux bevindt zich het spoorstation Pont-de-Bois.
Annappes · Ascq · Brigode · Château · Cité Scientifique · Cousinerie · Flers Bourg · Flers Breucq · Haute-Borne · Hôtel de Ville · Pont de Bois · La Poste · Les Prés · Recueil  · Résidence · Sart-Babylone · Triolo

Lijst van Franse gemeenten · Arrondissement Rijsel · Noorderdepartement · Hauts-de-France